# Liste geflügelter Worte/Z

## Zahn der Zeit
Dies ist eine Übertragung des englischen tooth of time, das sich in William Shakespeares Theaterstück Maß für Maß findet:

„O! Solch Verdienst spricht laut; ich tät ihm Unrecht,
Schlöss ich’s in meiner Brust verschwiegne Haft,
Da es verdient, mit erzner Schrift bewahrt
Unwandelbar dem Zahn der Zeit zu trotzen.“

Mit dieser Metapher wird die zerstörende Kraft der Zeit angesprochen. Ähnliche Formulierungen finden sich bereits in den Metamorphosen des römischen Dichters Ovid:
“tempus edax rerum” (deutsch: „die Zeit, die alles verschlingt“)
Der ganze Satz lautet auf Deutsch:

„Zeit, du gefräßigste du, und du, du neidisches Alter, alles zerstört ihr, verzehrt allmählich, was vorher der Stunden Zähne benagt und geschwächt, in langsam schleichendem Tode.“

## Zauber der Montur
Der Zauber der Montur ist ein Marschduett aus der in Oberbayern spielenden Operette Die Landstreicher mit Text von Leopold Krenn (1850–1930) und Karl Lindau (1853–1934) zur Musik von Carl Michael Ziehrer (1843–1922, op. 493), die 1899 in Wien uraufgeführt wurde. Darin wird der Topos des „feschen Leutnants“ anschaulich dargestellt.
Der Lieut’nant Rudi Muggenhein

und Lieut’nant Muki Rodenstein,

wenn die vorbeimarschier’n

hört man die Fenster klirr’n!

Und überall aus jedem Haus,

da gucken Fraun’n und Mädchen ’raus,

kein Weiberherz im Land

uns jemals widerstand!

[…]

Der Andrang ist ganz fürchterlich,

um uns’re Herzen balgt man sich!
Rudi und Muki haben nicht nur bei den Frauen Glück.
Auch männliches Civil es wird

durch unsem Anblick fascinirt,

es thut uns jedermann,

zu Liebe, was er kann!
Die Onkel und Väter schicken vor allem das nötige Kleingeld, um ausgehen zu können, und man kann sich bei anderen etwas ausborgen. Im Refrain folgt dann die Erklärung:
Das ist der Zauber der Montur,

dazu Figur und Positur!

Die Weiber lieben [Ein Jeder liebt uns] Knall und Fall,

weil wir so stramm, pyramidal überall,

in jedem Fall schneidig sind phänomenal,

ja, colossal!
Später wurde es dann auch mit dem 1906 begangenen Betrug des Hauptmanns von Köpenick und dem nicht direkt vergleichbaren Scherz des Zahlmeister-Aspiranten Wolter, der als Briefträger 1913 einen Besuch des Kaisers in Straßburg ankündigte und alle Soldaten antreten ließ, in Verbindung gebracht. Spätestens seit 1910 spricht man auch vom „Zauber der Uniform“.

## Zeichen der Zeit
Diese Worte sind ein Zitat aus dem Evangelium nach Matthäus (16,1-3 ). Dort heißt es:

„1 Da traten die Pharisäer und Sadduzäer zu ihm; die versuchten ihn und forderten, daß er sie ein Zeichen vom Himmel sehen ließe. 2 Aber er antwortete und sprach: Des Abends sprecht ihr: Es wird ein schöner Tag werden, denn der Himmel ist rot; 3 und des Morgens sprecht ihr: Es wird heute Ungewitter sein, denn der Himmel ist rot und trübe. Ihr Heuchler! über des Himmels Gestalt könnt ihr urteilen; könnt ihr denn nicht auch über die Zeichen dieser Zeit urteilen?“

An vielen Stellen im Neuen Testament werden Gottesbeweise durch Zeichen abgelehnt. Die Wunder Jesu sind zwar Zeichen, die für sich sprechen, aber keine geforderten Beweise. Dieser Ausdruck hat heute die Bedeutung „erkennbare Anzeichen einer sich anbahnenden Entwicklung“.

## Zeig mir doch, was Mohammed Neues gebracht hat, und da wirst du nur Schlechtes und Inhumanes finden.

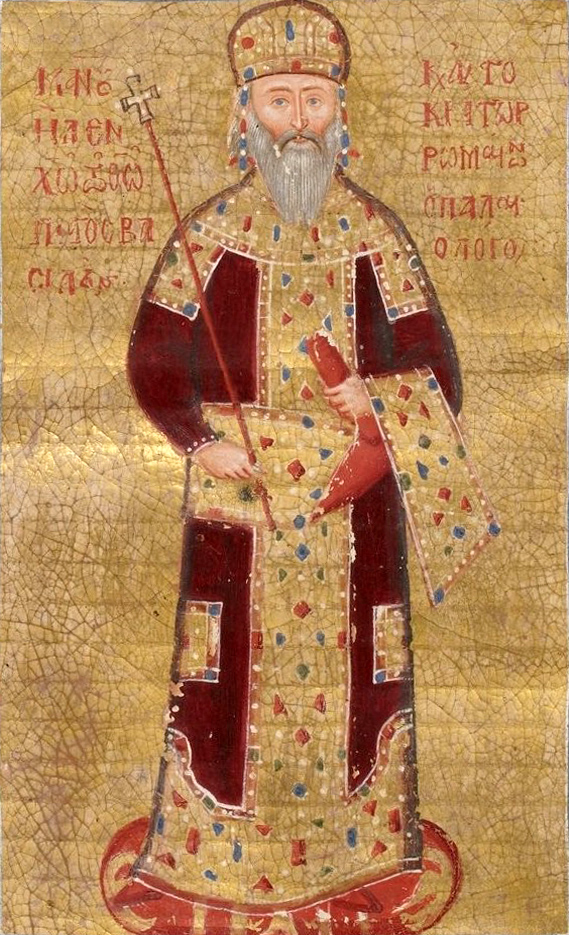
Kaiser Manuel II.

Bei seinem zweiten Besuch als Papst in Deutschland hielt Benedikt XVI. am 12. September 2006 vor Wissenschaftlern an der Universität Regensburg einen Vortrag, in dem das so genannte Papstzitat von Regensburg enthalten ist, eine Äußerung des spätmittelalterlichen byzantinischen Kaisers Manuel II. Palaiologos zur Rolle der Gewalt im Islam:

„Er sagt: ‚Zeig mir doch, was Mohammed Neues gebracht hat, und da wirst du nur Schlechtes und Inhumanes finden wie dies, dass er vorgeschrieben hat, den Glauben, den er predigte, durch das Schwert zu verbreiten‘. Der Kaiser begründet, nachdem er so zugeschlagen hat, dann eingehend, warum Glaubensverbreitung durch Gewalt widersinnig ist. Sie steht im Widerspruch zum Wesen Gottes und zum Wesen der Seele. ‚Gott hat kein Gefallen am Blut‘, sagt er, ‚und nicht vernunftgemäß, nicht σὺν λόγω zu handeln, ist dem Wesen Gottes zuwider‘. Der Glaube ist Frucht der Seele, nicht des Körpers.“

Diese Worte wurden von einer Reihe von Vertretern des Islam als Hasspredigt kritisiert, wohingegen Hürriyet-Kolumnist Mehmet Yilmaz betonte, aus dem Redetext gehe klar hervor, „dass sich der Papst von den Zitaten aus dem Mittelalter distanziert habe“.
Der Sprecher des Vatikans Federico Lombardi betonte, dem Papst sei es um eine entschiedene Zurückweisung religiös motivierter Gewalt gegangen, nicht darum, die Gefühle der Muslime zu verletzen. Ganz im Gegenteil habe er die westliche Kultur gewarnt „das Heilige herabzuwürdigen“.
Im Dezember 2006 erschien die offizielle und mit Fußnoten versehene Ausgabe der Regensburger Rede. In den Fußnoten wird erneut betont, dass der Papst das Missverständnis bedauert und sich nie das Zitat zu eigen machen wollte, sondern lediglich auf den wesentlichen Zusammenhang zwischen Glaube und Vernunft hinführen wollte und Ehrfurcht gegenüber dem Koran empfindet.

## Zeit ist Geld.

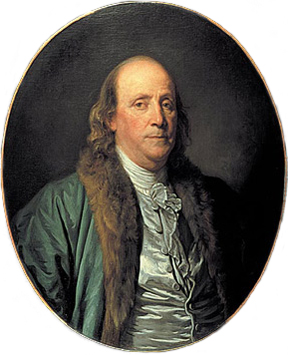
Benjamin Franklin

Der Spruch „Zeit ist Geld“, der besagt, dass Zeit wertvoll ist und genutzt werden sollte, geht bis in die Antike zurück. Bekannt wurde er durch den sprichwörtlichen englischen Ausdruck „Time is money“, der wohl durch Benjamin Franklins 1748 erschienene Schrift Advice to a Young Tradesmen (Ratschläge für junge Kaufleute) popularisiert wurde. Dort ermahnt Franklin:

“Remember, that time is money.”

„Denkt daran, dass Zeit Geld ist.“

In diesem Zusammenhang wird oft die folgende Anekdote von einem Kunden erzählt, der die Geschäftsräume von Franklins Zeitung betrat und nach dem Preis eines der Bücher Franklins fragte. Als der Verkäufer einen Dollar dafür forderte und ihm keinen Rabatt einräumen wollte, verlangte der Kunde nach Franklin, der gerade an der neuen Ausgabe der Zeitung arbeitete. Doch Franklin forderte eineinviertel Dollar. Daraufhin sagte der Kunde verdutzt:

„Aber Ihr Verkäufer wollte nur einen Dollar! [Franklin entgegnete ihm:] Hätten Sie es nur für diesen Preis genommen! Statt dessen halten Sie mich von der Arbeit ab. [Der Kunde feilschte aber weiterhin um einen günstigeren Preis:] Also, was ist der niedrigste Preis, den Sie anbieten können? [Franklins Antwort war:] Eineinhalb Dollar! Und je länger Sie meine Zeit in Anspruch nehmen, desto teurer wird es!“

## Zettels Traum

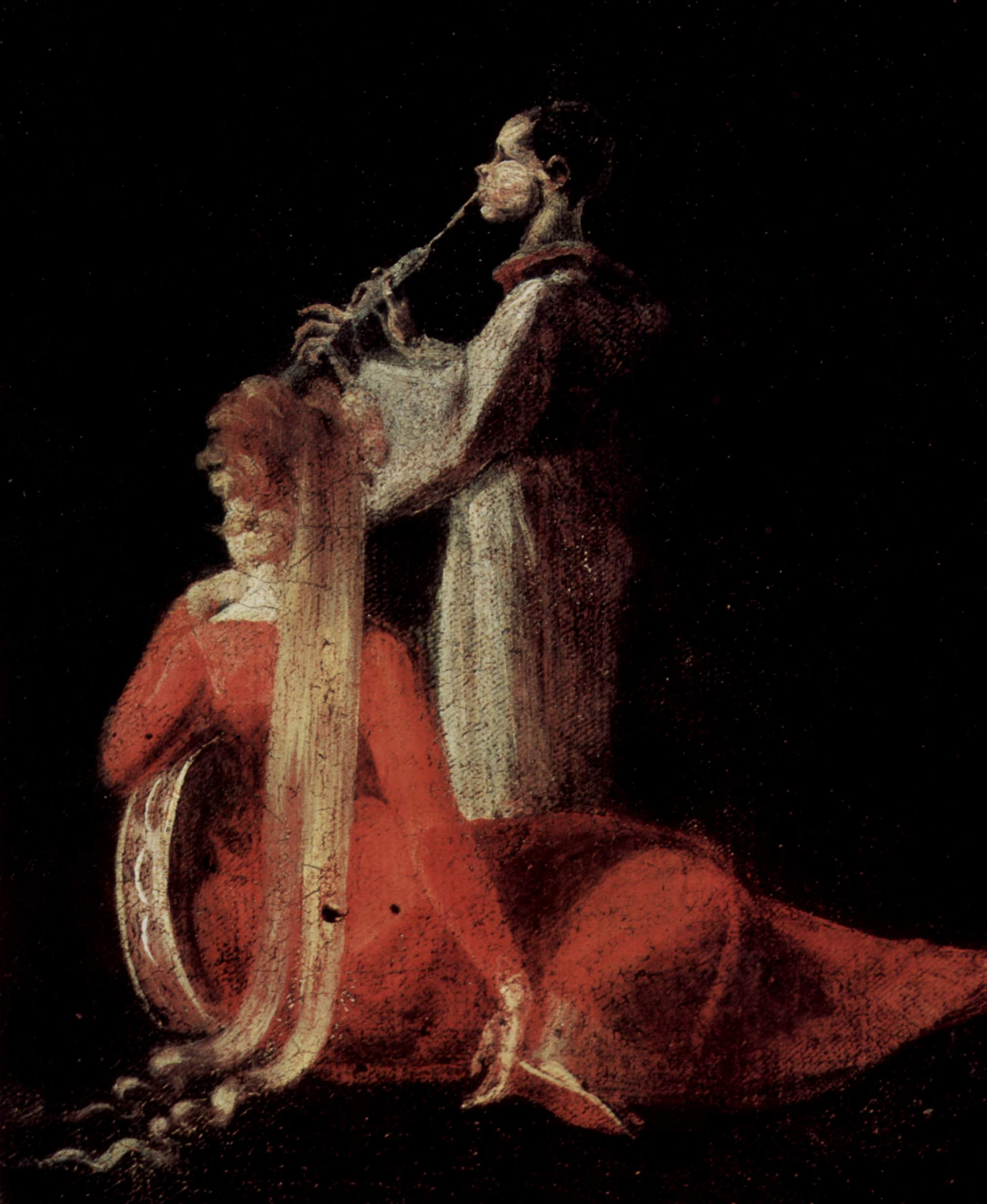
Johann Heinrich Füssli: Die Elfenkönigin Titania und Zettel, der Weber mit Eselskopf (Detail)

Zettel’s Traum ist das 1970 erschienene Monumentalwerk des Schriftstellers Arno Schmidt. Der Titel spielt unter anderem auf Shakespeares Mittsommernachtstraum an. Es gilt als eines der schwierigsten literarischen Werke in deutscher Sprache und baut auf umfangreiche Zettelkästen Schmidts auf. Schmidt schrieb sein Opus mit der Schreibmaschine auf DIN A 3-Papier. Er erzählt vom Schriftsteller Pagenstecher, der Besuch von dem Übersetzer-Ehepaar Jacobi und deren 16-jähriger Tochter Franziska erhält. Man redet über Edgar Allan Poe, dessen Werke die Jacobis gerade übersetzen. In der linken Spalte stehen Zitate von Poe, die rechte Spalte enthält Kommentare des Ich-Erzählers. Die mittlere Spalte ist der zentrale Strang. Die Umsetzung des Buchs in Software zeigt, dass sich die Strukturen mit moderner Hypertext-Software abbilden lassen.  Drei parallele Textstränge ziehen sich über 1330 Seiten hin und haben das Format eines Atlanten.
Schmidt selbst sagte zu seiner Arbeitsweise:

„Wenn ich ein Buch anlege, dann sind schon die Zettelkästen da, ich habe dann schon 60 bis 80 Prozent zusammen und kann sagen, wieviele Seiten der Text bekommt.“

In Shakespeares Theaterstück wird der Weber Zettel in einen Esel verwandelt, in den sich die Elfenkönigin Titania verliebt. Nach seiner Rückverwandlung glaubt Zettel, er habe geträumt und sagt:

„Ich habe ein äußerst rares Gesicht gehabt. Ich hatte ’nen Traum – ’s geht über Menschenwitz, zu sagen, was es für ein Traum war. Der Mensch ist nur ein Esel, wenn er sich einfallen läßt, diesen Traum auszulegen. Mir war, als wär ich – kein Menschenkind kann sagen, was. Mir war, als wär ich, und mir war, als hätt ich – aber der Mensch ist nur ein lumpiger Hanswurst, wenn er sich unterfängt zu sagen, was mir war, als hätt ichs; des Menschen Auge hat’s nicht gehört, des Menschen Ohr hats nicht gesehen, des Menschen Hand kann’s nicht schmecken, seine Zunge kanns nicht begreifen und sein Herz nicht wieder sagen, was mein Traum war. - Ich will den Peter Squenz dazukriegen, mir von diesem Traum eine Ballade zu schreiben; sie soll Zettels Traum heißen, weil sie so seltsam angezettelt ist, und ich will sie gegen das Ende des Stücks vor dem Herzoge singen.“

Meist wird der Titel im übertragenen Sinn verwendet, wenn eine chaotische Ansammlung von Papieren und Notizzetteln bezeichnet werden soll.

## Ziviler Ungehorsam
Der Ausdruck ziviler Ungehorsam (englisch civil disobedience) wurde 1849 vom US-Amerikaner Henry David Thoreau in seinem Essay Civil Disobedience geprägt, in dem er erklärte, warum er aus Protest gegen den Krieg gegen Mexiko und die Sklavenhaltung keine Steuern mehr bezahlte. Er verbrachte einen Tag im Gefängnis, weil er sich weigerte, Steuern zu zahlen und mit diesen die amerikanische Regierung (und damit die Sklaverei und den expansiven Mexiko-Krieg) zu unterstützen. Inspiriert durch die Nacht im Gefängnis verfasste Thoreau den Essay Resistance to Government, welcher unter dem späteren Titel Civil Disobedience bekannt wurde (Über die Pflicht zum Ungehorsam gegen den Staat). Die Schrift avancierte zum Standardwerk des Zivilen Ungehorsams.
Thoreau befasste sich nicht direkt mit gewaltfreiem Widerstand, sondern mit den Gewissenskonflikten, die er als Bürger, Wähler und Steuerzahler auszutragen hatte. Er war für kurze Zeit als Lehrer tätig, da er jedoch „keinen Gebrauch von der unerlässlichen körperlichen Züchtigung“ machte, überwarf er sich mit der Schulleitung und quittierte den Dienst.

## Zoon Politikon
Zoon politikon (griechisch ζῷον πολιτικόν, „geselliges Lebewesen“) ist eine auf den antiken griechischen Philosophen Aristoteles zurückgehende Wesensbestimmung des Menschen. Sie besagt, dass der Mensch ein soziales, auf Gemeinschaft angelegtes und Gemeinschaft bildendes Lebewesen ist. Das Adjektiv πολιτικόν (politikón) bezieht sich dabei auf die antike Polis und die Bezogenheit des Einzelnen auf sie. Bei Platon heißt es „πολιτικὸν ζῷον“. Das gesamte Zitat aus der Politeia lautet:

«Ἐκ τούτων οὖν φανερὸν ὅτι τῶν φύσει ἡ πόλις ἐστί, καὶ ὅτι ὁ ἄνθρωπος φύσει πολιτικὸν ζῷον.»

„Es ist offensichtlich, dass der Staat ein Werk der Natur ist und der Mensch von Natur aus ein staatenbildendes Lebewesen.“

Aristoteles beschreibt den Menschen als naturgemäß politisches Wesen:

„Wie im Samen der ganze Baum veranlagt ist, so ist im Menschen der Staat veranlagt.“

## Zornige junge Männer
Die Begriffsfügung „zornige junge Männer“ (englisch angry young men oder kurz Angries) ist ein journalistisches Schlagwort, das auf zahlreiche britische Künstler und Schriftsteller Mitte der 1950er Jahre angewendet wurde.
Der Name wurde vom Titel der Autobiographie von Leslie Allen Paul abgeleitet und gewann im Zusammenhang mit John Osbornes 1956 uraufgeführtem Schauspiel Look back in Anger (Blick zurück im Zorn) größere Popularität. Der erste Autor, der so bezeichnet wurde, war Osborne. In der Folgezeit assoziierte man mit diesem Begriff gesellschaftskritische Autoren mit radikalen oder anarchistischen Ansichten, die soziale Entfremdung und Klassenkonflikte thematisierten wie Harold Pinter, John Braine und Alan Sillitoe sowie Kingsley Amis und John Wain.

## Zucker und Salz – Gott erhalt’s
Zucker und Salz – Gott erhalt’s ist eine häufige Abwandlung des Wortes Hopfen und Malz – Gott erhalt’s, als Grundzutaten bei der Herstellung von Bier. Diese Redensart findet sich öfters an Bierkrügen und Wandbildern.

## Zu ernsthaft für ein Spiel, zu seicht als Wissenschaft.
Diese Äußerung über das Schachspiel stammt aus Gustave Flauberts Wörterbuch der Gemeinplätze (Originaltitel: Dictionnaire des idées reçues) und lautet auf Französisch:

„Échecs (jeu des). – Trop sérieux pour un jeu, trop futile pour une science.“

## Zu neuen Ufern
Die Wendung Zu neuen Ufern im Sinne von neuen Zielen entgegen beruht auf einer Stelle aus Goethes Faust I, wo Faust beim Anblick der Phiole seinen Freitod ins Auge fasst und sich seine Befreiung von der Erdenlast ausmalt:

„Ins hohe Meer werd ich hinausgewiesen,
Die Spiegelflut erglänzt zu meinen Füßen,
Zu neuen Ufern lockt ein neuer Tag.“

Zu neuen Ufern ist auch der ironische Titel eines Films von Detlef Sierck aus dem Jahr 1937, in dem eine Londoner Varietésängerin um 1840 wegen Scheckfälschung nach Australien deportiert wird.

## Zu Risiken und Nebenwirkungen lesen Sie die Packungsbeilage und fragen Sie Ihren Arzt oder Apotheker.
Dieser Satz ist in Deutschland obligatorisch als Nachsatz für die Arzneimittelwerbung in den Medien. Dadurch wurde er zu dem am häufigsten gebrauchten Satz im deutschen Fernsehen.
Packungsbeilagen sind seit dem Jahr 1992 europaweit verbindlich. Die Basis bildet in Deutschland seit 1990 das § 11 Arzneimittelgesetz (AMG). Dieser Paragraph war Grundlage für die EU-Richtlinie 92/27/EWG. Befragungen von Verbrauchern haben gezeigt, dass 42 % der Verbraucher den Text der Packungsbeilagen für zu lang, 20 % für schlecht verständlich und 17 % die Schriftgröße für zu klein halten.
In § 4 Abs. 3 Heilmittelwerbegesetz (HWG) heißt es:

„Bei einer Werbung außerhalb der Fachkreise ist der Text ‚Zu Risiken und Nebenwirkungen lesen Sie die Packungsbeilage und fragen Sie Ihren Arzt oder Apotheker‘ gut lesbar und von den übrigen Werbeaussagen deutlich abgesetzt und abgegrenzt anzugeben. Bei einer Werbung für Heilwässer tritt an die Stelle der Angabe ‚die Packungsbeilage‘ die Angabe ‚das Etikett‘ und bei einer Werbung für Tierarzneimittel an die Stelle ‚Ihren Arzt‘ die Angabe ‚den Tierarzt‘. […] Satz 1 findet keine Anwendung auf Arzneimittel, die für den Verkehr außerhalb der Apotheken freigegeben sind, es sei denn, daß in der Packungsbeilage oder auf dem Behältnis Nebenwirkungen oder sonstige Risiken angegeben sind.“

Das Wissenschaftliche Institut der Allgemeinen Ortskrankenkasse (WIdO) veröffentlichte im Jahr 2005 eine Studie mit dem Titel Zu Risiken und Nebenwirkungen: Lesen Sie die Packungsbeilage? mit den Ergebnissen einer Untersuchung der Beipackzettel durch das Institut für angewandte Verbraucherforschung (IFAV) im Auftrag der Verbraucherzentralen.
Weil in Praxen und Apotheken auch relativ viele Frauen in verantwortlicher Position arbeiten, wird von verschiedenen Institutionen einschließlich Gesundheitsministerium gefordert, den Satz gendergerecht umzuformulieren.
Dieser Warnhinweis wird auf Grund seines hohen Bekanntheitsgrades selbstverständlich oft abgewandelt und parodiert:
- Buchtitel: „Liebe, zu Risiken und Nebenwirkungen.“
- „Zu Risiken und Nebenwirkungen fragen Sie Ihre Software.“
- Debatte: „Zu Risiken und Nebenwirkungen einer Mittelschicht-Utopie“
- Verballhornung: „Zu riesigen Nebenwirkungen fressen Sie die Packungsbeilage und schlagen Sie Ihren Arzt oder Apotheker.“
- Auch: „Bei Risiken und Nebenwirkungen erschlagen Sie Ihren Arzt oder Apotheker.“

## Zu seinen Vätern versammelt werden
Diese veraltete Redewendung hat die Bedeutung „sterben“ und findet sich bereits im Alten Testament, wo es zum Beispiel in Ri 2,10  heißt:

„Da auch alle, die zu der Zeit gelebt hatten, zu ihren Vätern versammelt wurden, kam nach ihnen ein anderes Geschlecht auf, das den Herrn nicht kannte noch die Worte, die er an Israel getan hatte.“

In Gen 25,17  heißt es über Abrahams Sohn Ismael:

„Und das ist das Alter Ismaels: hundertundsiebenunddreißig Jahre. Und er verschied und starb und wurde versammelt zu seinen Vätern.“

## Zuerst hatten wir kein Glück, und dann kam auch noch Pech dazu.
Dieser Ausspruch wird dem Fußballspieler Jürgen Wegmann oder dem Fußballspieler Uwe Wegmann zugeschrieben.

## Zum Kriegführen sind drei Dinge nötig: Geld, Geld und nochmals Geld.
Als der französische König Ludwig XII. sich anschickte, das Herzogtum Mailand zu erobern, soll er seinen Marschall Gian Giacomo Trivulzio gefragt haben, was für dieses Unternehmen benötigt werde. Dieser antwortete:

« Tre cose, Sire, ci bisognano preparare, danari, danari e poi danari. »

„Drei Dinge, Majestät, muss man bereitstellen, Geld, Geld und außerdem Geld.“

Im deutschen Sprachraum werden diese Worte hingegen dem österreichischen Feldherrn Raimondo Montecuccoli zugeschrieben. Ein besonders häufig zitierter Satz aus seinem Afforismi dell’Arte Bellica war die Feststellung: “Richiesto taluno delle cose necessarie alla guerra, egli rispondesse tre esser quelle: denaro, denaro, denaro” (deutsch: „Würde man jemand nach den zum Kriege notwendigen Dingen fragen, so würde er sagen, es seien diese drei: Geld, Geld, Geld.“)

## Zum Sehen geboren, zum Schauen bestellt.

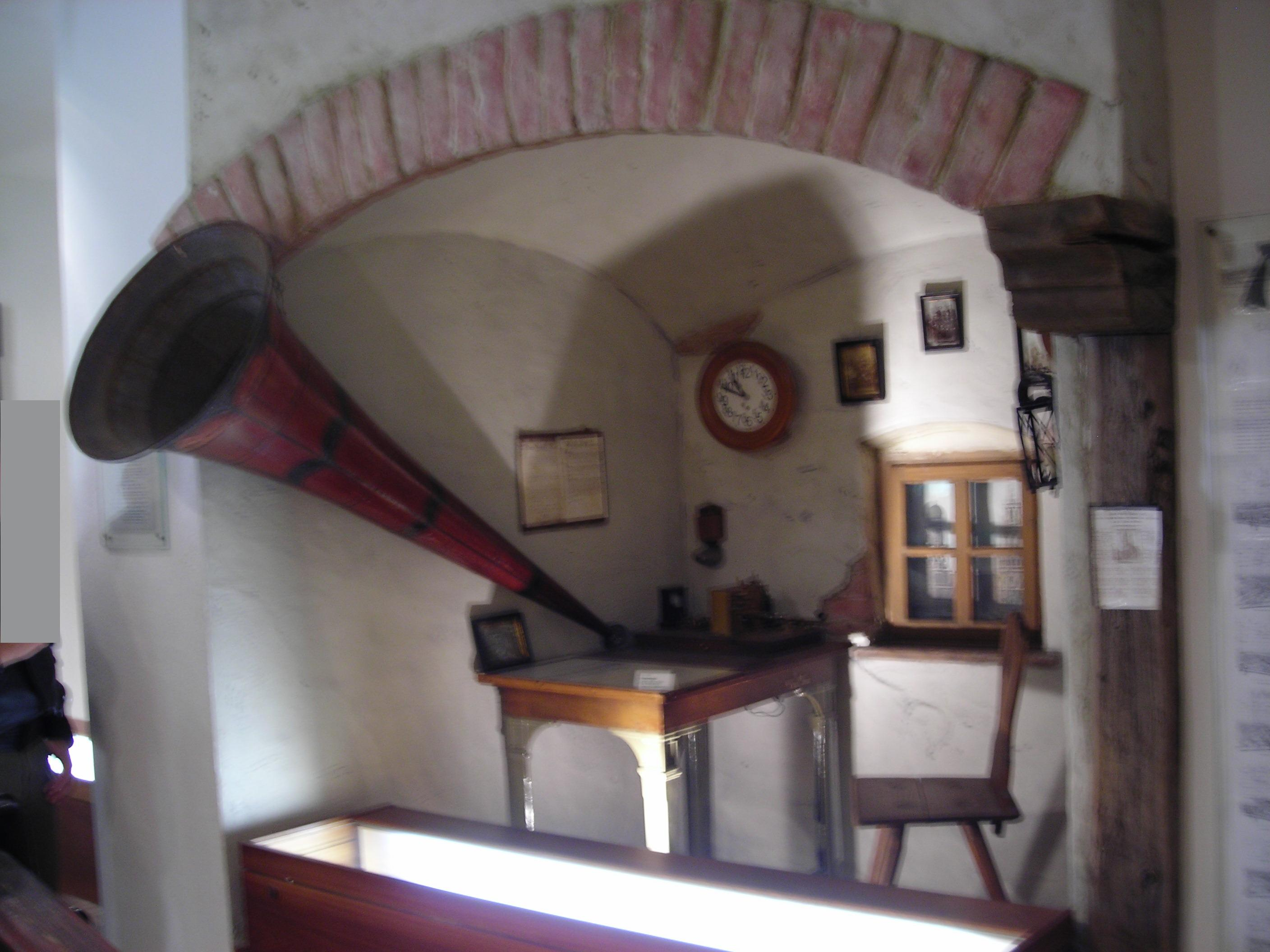
Türmerzimmer in München

Im fünften Akt von Goethes Drama Faust II tritt der Türmer Lynceus auf. Er beginnt einen Gesang, in dem er sein Amt preist. Sein Lied beginnt mit den Worten:

„Zum Sehen geboren,
Zum Schauen bestellt,
 Dem Turme geschworen,
Gefällt mir die Welt.“

Lynceus musste dann aber die Katastrophe mitansehen, die durch Fausts Willen zur Menschheitsbeglückung über die Hütte von Philemon und Baucis hereinbricht. Bei diesem Anblick verflucht er sein Amt mit folgenden Worten:

„Sollt ihr Augen dies erkennen!
Muß ich so weitsichtig sein!“

Die Fausts Absichten im Weg stehende Hütte wird von den Helfern des Mephistopheles niedergebrannt, wobei die Alten ums Leben kommen.
Türmer waren Wächter, die von einem Turm aus die Umgebung beobachteten. Sie hatten die Aufgabe, vom höchsten Turm aus die Stadt vor Gefahren zu warnen. Ihre Tätigkeit zählte dennoch zu den so genannten unehrlichen Berufen.
Zum Sehen Geboren – Zum Schauen Bestellt ist ein Buch von Benjamin von Eckartsberg und Friedemann Bedürftig mit Illustrationen von Christoph Kirsch über Johann Wolfgang von Goethe, das zum 175. Todestag des Dichters herausgegeben wurde.

## Zum Tempel hinausjagen

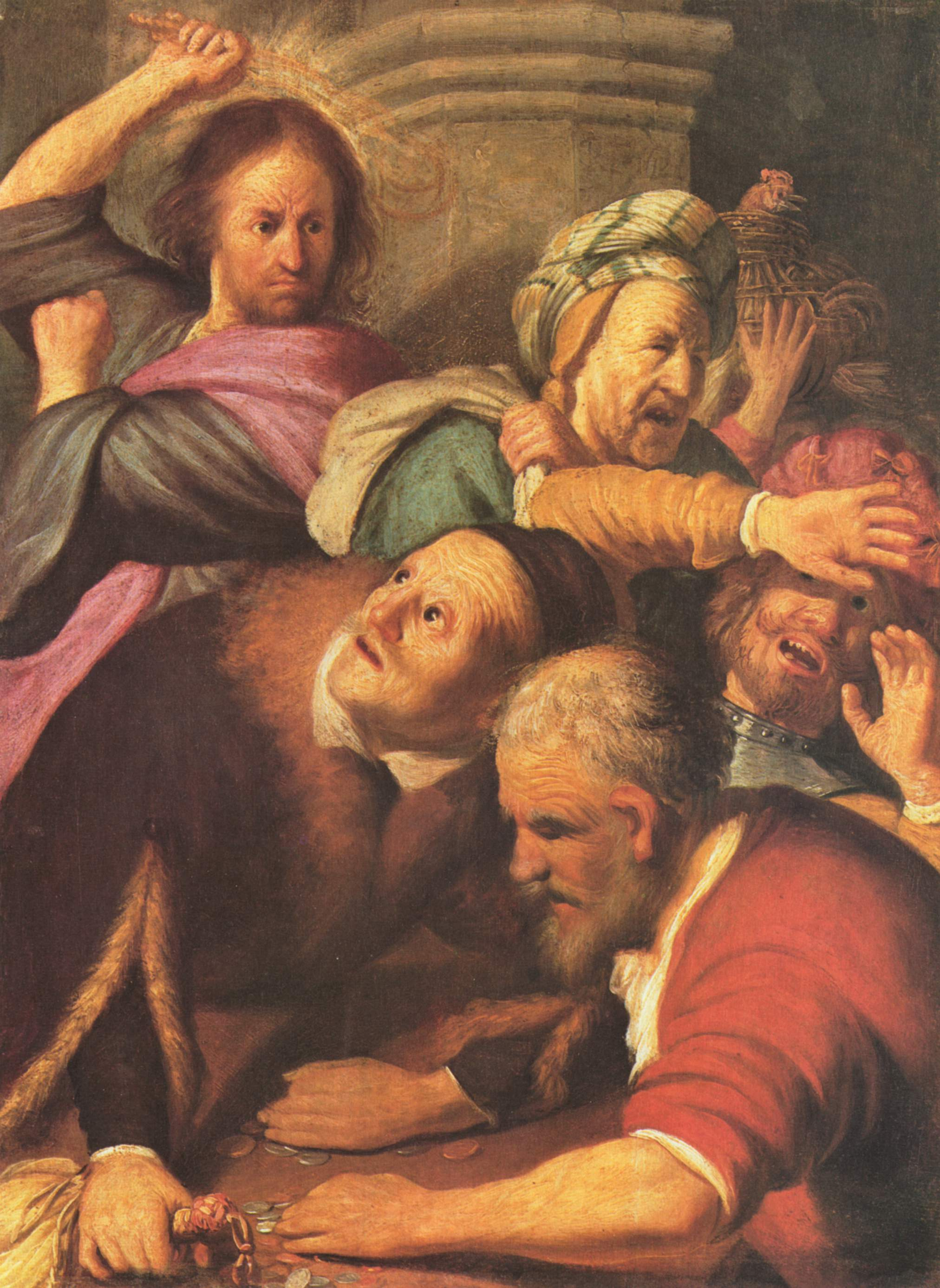
Rembrandt: Christus treibt die Wechsler aus dem Tempel

Von einer Tempelreinigung (auch: Tempelaustreibung), bei der Jesus Christus die Händler und Geldwechsler aus dem Tempel in Jerusalem trieb, berichten alle vier kanonischen Evangelien. Im Johannesevangelium (2,13–16 ) lautet die entsprechende Stelle:

„13 […] weil das Osterfest der Juden nahe bevorstand, zog Jesus nach Jerusalem hinauf. 14 Er fand dort im Tempel die Verkäufer von Rindern, Schafen und Tauben und die Geldwechsler sitzen. 15 Da flocht er sich eine Geißel aus Stricken und trieb sie alle samt ihren Schafen und Rindern aus dem Tempel hinaus, verschüttete den Wechslern das Geld und stieß ihre Tische um 16 und rief den Taubenhändlern zu: ‚Schafft das weg von hier! Macht das Haus meines Vaters nicht zu einem Kaufhause!‘“

Die Führungsschichten Jerusalems verstanden die Tempelreinigung vermutlich als einen offenen Angriff auf ihre Autorität und Profitquelle, weshalb sie den Tod Jesu beschlossen. Die Historizität der Tempelaustreibung ist umstritten, da sie einen Widerspruch zum in der Bergpredigt geforderten Gewaltverzicht darstellt.
Auf diesen biblischen Bericht geht die Redewendung „jemanden zum Tempel hinausjagen“ zurück. In Ludwig Börnes Goethe-kritischer Schrift Goethes Briefwechsel mit einem Kinde heißt es:

„Ach, Du hast einen eignen Geschmack an Frauen. Werthers Lotte hat mich nie erbaut. So geht mir’s auch mit Wilhelm Meister; da sind mir alle Frauen zuwider, ich möchte sie alle zum Tempel hinausjagen.“

## Zunehmen an Weisheit, Alter und Gnade

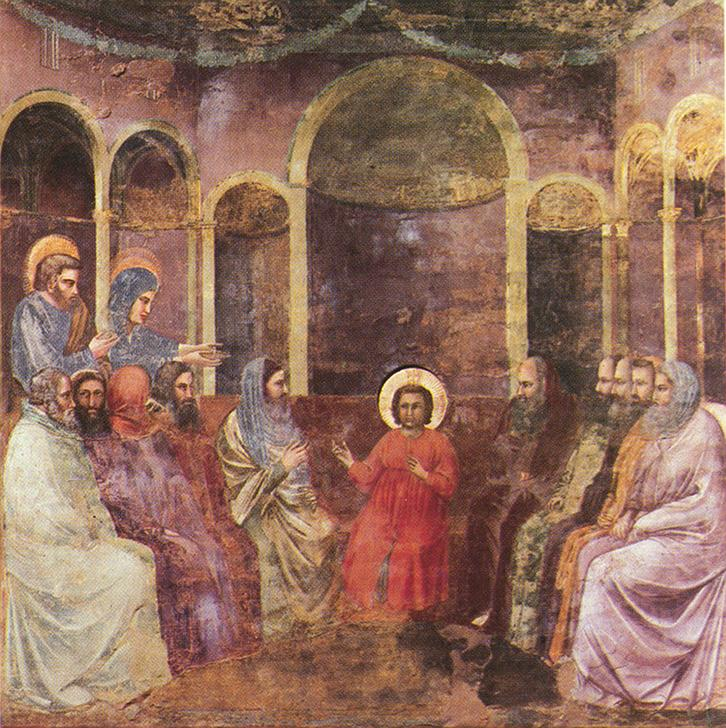
Giotto di Bondone: Jesus mit den Toralehrern

Diese Redewendung ist ein verkürztes Bibelzitat aus dem Lukasevangelium (2,52 ), wo es nach der Erzählung vom zwölfjährigen Jesus im Tempel über dessen weiteren Lebensweg heißt:

„Und Jesus nahm zu an Weisheit, Alter und Gnade bei Gott und den Menschen.“

Nur das Lukasevangelium bezieht sich auf Jesu Jugendzeit. Danach beeindruckte er die Toralehrer schon mit zwölf Jahren mit seiner guten Bibelkenntnis. Diese erwarben sich Kinder ärmerer jüdischer Familien, die keine Schriftrollen besaßen, durch regelmäßigen Besuch einer Synagoge.

## Zur Sache, Schätzchen!
Zur Sache, Schätzchen! ist ein deutscher Spielfilm, der 1968 in die Kinos kam und in dem Uschi Glas die Hauptrolle spielte. May Spils führte Regie und gab dem Film selbst den Namen. Der Titel wird heute ohne Zusammenhang mit der Handlung des Films zitiert, wenn jemand aufgefordert werden soll, sich sofort der eigentlichen Angelegenheit zuzuwenden und nicht abzuschweifen.
Der Originaltext des Spruches, nach dem der Film benannt wurde, und der von Werner Enke gesprochen wurde, lautet: „Zur Sache, Schätzchen/ mach keine Mätzchen,/ komm ins Bettchen/ rauch noch ein Zigarettchen.“

## Zur Salzsäule erstarren

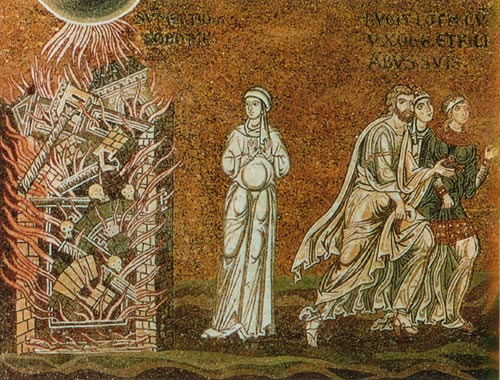
Zerstörung von Sodom (Mosaik, 12. Jahrhundert)

Die Redewendung „zur Salzsäule erstarren“ geht auf die biblische Geschichte von Lots Weib zurück (Gen 19,17-26 ). Vor der Vernichtung von Sodom und Gomorra führen zwei Engel Lot und seine Familie aus der Stadt Sodom heraus, sie dürfen sich aber nicht umdrehen und auf die Stadt blicken. Aber nicht alle folgen der göttlichen Anweisung, darunter auch Lots Frau. Es heißt dann in Vers 26:
Und sein Weib sah hinter sich und ward zur Salzsäule.

## Zurück! Du rettest den Freund nicht mehr.
Bei diesem Ausruf handelt es sich um ein Zitat aus Friedrich Schillers Ballade Die Bürgschaft. Es ist ein Warnruf an den nach gefährlichen Ereignissen verspätet zurückkehrenden Damon, der seinen für ihn bürgenden Freund vor dem Tode bewahren will, um sich selbst auszuliefern:

„Da schimmern in Abendroths Strahlen
Von ferne die Zinnen von Syrakus,
Und entgegen kommt ihm Philostratus,
Des Hauses redlicher Hüter,
 Der erkennet entsetzt den Gebieter:
Zurück! du rettest den Freund nicht mehr,
So rette das eigene Leben!
Den Tod erleidet er eben.“

## Zurück zur Natur!
Die berühmte Aufforderung « Retour à la nature! » (deutsch: „Zurück zur Natur!“) findet sich bei Jean-Jacques Rousseau nicht wörtlich, wurde aber von seinen Kritikern, teils in abwertender Absicht, als der Sinn seiner gesellschaftskritischen Werke, besonders seines Erziehungsromans Émile oder über die Erziehung (Émile, ou De l’éducation) angesehen. Im Vorwort zu diesem Buch wirft Rousseau seinen Zeitgenossen vor:

„Man kennt die Kindheit nicht: mit den falschen Vorstellungen, die man von ihr hat, verirrt man sich um so mehr, je weiter man geht.“

Man versuche, aus dem Kind so schnell wie möglich einen Bürger der Gesellschaft zu machen. Dabei sei das Kind noch viel zu sehr „Natur“ und zunächst auf die Ausbildung seiner Sinne, Organe und Glieder angelegt. Wenn zu früh damit angefangen werde, die natürlichen Gefühle, Neigungen und Bedürfnisse mit aufgepfropften Idealen, anerzogenen Gewohnheiten und unverstandenen Pflichten zu unterdrücken, bringe man einen entzweiten Menschen hervor.

## Zwar weiß ich viel, doch möcht ich alles wissen.
So rühmt sich in Goethes Faust I Wagner, der Famulus Fausts, als er den am Sinn seines Lebens zweifelnden Faust mit seinen Fragen bedrängt und von ihm, als seinem Lehrer, zu profitieren trachtet:

„Mit Eifer hab ich mich der Studien beflissen;
Zwar weiß ich viel, doch möcht ich alles wissen.“

Man verwendet dieses Klassikerzitat, um seinem Wissensdrang scherzhaft Ausdruck zu verleihen.

## Zwei Dinge sind unendlich: das All und die menschliche Dummheit.
Albert Einstein wird der folgende kritische Ausspruch zugeschrieben: „Zwei Dinge sind unendlich: das All und die menschliche Dummheit.“ Er setzt dann angeblich noch einschränkend hinzu: „Beim All bin ich mir noch nicht ganz sicher.“
Die englische Version dieser Aussage gibt es in drei Varianten:
1. “Two things are infinite: the universe and human stupidity; and I’m not sure about the universe.”
2. “Only two things are infinite, the universe and the stupidity of mankind, and I’m not sure about the former.”
3. “Only two things are infinite, the universe and human stupidity, and I’m not sure about the former.”

Eine ähnliche Aussage stammt vom Schriftsteller Peter Maiwald, der konstatierte:

„Das Bewundernswerte an der Dummheit ist ihre Energie.“

## Zwei Dinge sollen Kinder von ihren Eltern bekommen: Wurzeln und Flügel.
Meist wird dieser Spruch Goethe zugeschrieben, doch findet sich in dessen Werken kein Nachweis. Manchmal wird er auch Albert Schweitzer zugeschrieben. Andere Quellen geben ein indisches oder chinesisches Sprichwort als Hintergrund an.
Beim französischen Ethnologen Claude Lévi-Strauss heißt es:

„Was die Kinder am nötigsten brauchen für die Vertiefung und Entfaltung ihrer einzigartigen Kräfte, war in der Weisheit der Völker schon bekannt, bevor es die moderne Pädagogik gab. Was die Kinder am nötigsten brauchen – so sagt es eine indische Spruchweisheit, ein arabisches Sprichwort, eine afrikanische Überlieferung und der deutsche Herr Goethe –, sind Wurzeln und Flügel.“

Kurzgefasst als Formel „Wurzeln und Flügel“ wurde dieses geflügelte Wort zum Buchtitel:
- Ursula Neumann: Wenn die Kinder klein sind, gib ihnen Wurzeln, wenn sie groß sind, gib ihnen Flügel – Ein Elternbuch;
- Margot Käßmann: Wurzeln, die uns Flügel schenken: Glaubensreisen zwischen Himmel und Erde.

## Zwei Dumme, ein Gedanke
Diese vier Worte werden eher scherzhaft geäußert, um deutlich zu machen, dass zwei Menschen denselben Gedanken haben oder dasselbe tun. Die Wahrscheinlichkeit des Auftretens des identischen Verhaltens steigt mit zunehmender Vertrautheit miteinander an. Dieses Phänomen setzt in diesem Fall ein Maß an sozialem Gespür voraus und ist dann von reiner Koinzidenz abzugrenzen.

## Zwei Herzen im Dreivierteltakt
Zwei Herzen im Dreivierteltakt ist eine Operette von Robert Stolz aus dem Jahr 1933. Der Refrain des Titelsongs beginnt mit den folgenden Versen:

„Zwei Herzen im Dreivierteltakt,
die hat der Mai zusammengebracht.
Zwei Herzen im Dreivierteltakt
in einer Walzernacht.“

Es geht um eine Operette in der Operette.

## Zwei Seelen wohnen, ach, in meiner Brust.
Dieses berühmte Zitat stammt aus Goethes Drama Faust I und lautet vollständig so:

„Zwei Seelen wohnen, ach! in meiner Brust,
Die eine will sich von der andern trennen;
Die eine hält, in derber Liebeslust,
Sich an die Welt mit klammernden Organen;
Die andere hebt gewaltsam sich vom Dust
Zu den Gefilden hoher Ahnen.“

Mit diesen Worten spricht Goethe einen menschlichen Charakterzug aus.
Der Schriftsteller Georg Herwegh greift das Zitat in einem Gedicht mit diesem Titel auf, das mit den folgenden Versen beginnt:

„Zwei Seelen wohnen auch in meiner Brust
Die eine möchte gern den Junker klopfen;
Die andre hört ihn mit geheimer Lust
Euch euer vorlaut Maul fürs erste stopfen.“

## Zweischneidiges Schwert

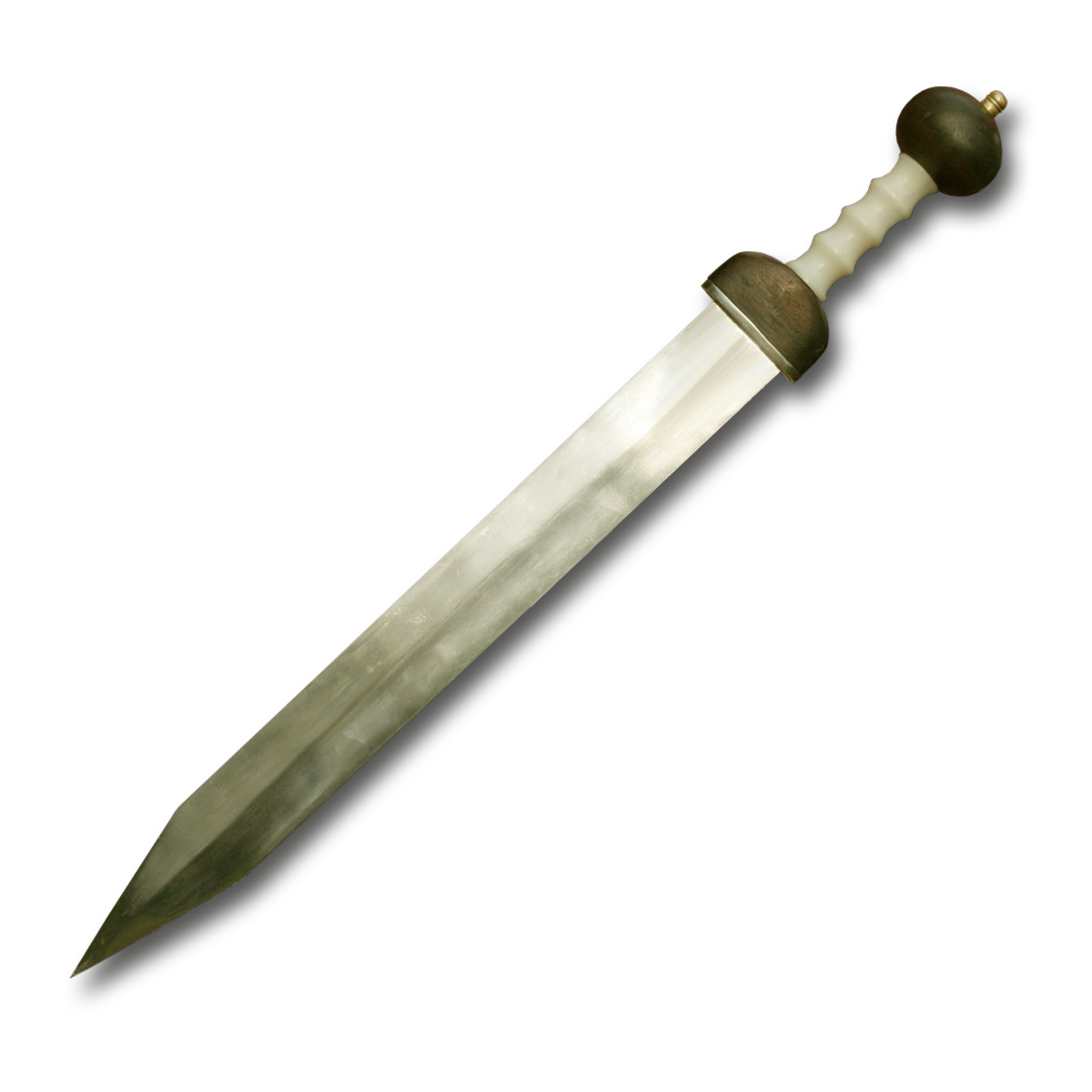
Ein zweischneidiges Schwert (römischer Gladius)

Sowohl im Alten als auch im Neuen Testament wird der Ausdruck zweischneidiges Schwert an verschiedenen Stellen gebraucht. In den Sprüchen Salomos heißt es zum Beispiel:

„Denn die Lippen der fremden Frau triefen von Honig, glatter als Öl ist ihr Mund. Doch zuletzt ist sie bitter wie Wermut, scharf wie ein zweischneidiges Schwert.“

Im neutestamentlichen Brief an die Hebräer hingegen heißt es:

„Denn das Wort Gottes ist lebendig und kräftig und schärfer denn kein zweischneidig Schwert und durchdringet, bis daß es scheidet Seele und Geist, auch Mark und Bein, und ist ein Richter der Gedanken und Sinne des Herzens.“

In beiden Fällen wird mit dem Wort „zweischneidig“ die große Schärfe der Waffe – im Sinne von „doppelt gut schneidend, überscharf“ – hervorgehoben. Diese Bedeutung behielt der Ausdruck noch bis ins 19. Jahrhundert. Daneben hat sich, nachweislich seit dem 17. Jahrhundert, eine metaphorische Verwendungsweise etabliert, bei der die Zweischneidigkeit besagt, dass etwas nicht nur Nutzen, sondern auch Schaden bringen kann. Der Kämpfer kann sich demnach bei der Abwehr der gegnerischen Waffe auch selbst mit der Rückseite des eigenen, beidseitig geschliffenen Schwertes verletzen. Die neuere Bedeutung ist aber wohl hauptsächlich als Verselbständigung des sprachlichen Ausdrucks zu verstehen.

„[…] Es gibt / Zweischneidge Klingen, ungewisse Freunde – / Ich fürchte diese.“

## Zweites Futur bei Sonnenaufgang
Dieser absurde Begriff stammt aus Loriots Sketch Die Jodelschule. Der Begriff Jodeldiplom ging in die Umgangssprache über und steht seitdem für unnötige Bildungsabschlüsse. Der Sketch wurde 1978 im deutschen Fernsehen ausgestrahlt und spielt im Institut für modernes Jodeln, wo die erwachsenen Schüler die korrekte Aussprache von Jodlern lernen (beispielsweise: „Holleri du dödl di, diri diri dudl dö.“). Dabei tritt zunächst Jodellehrer Dr. Vogler auf, der seinen Schülern einen Jodler mit äußerster Akribie in einem Diktat beibringt. Auf eine falsche Antwort („Dö dudl dö“) von Frau Hoppenstedt antwortet der Lehrer, dieses sei „zweites Futur bei Sonnenaufgang“.

## Zwerge auf den Schultern von Riesen
Das Gleichnis von den Zwergen auf den Schultern von Riesen (oder: Giganten) ist ein Versuch, das Verhältnis der jeweils aktuellen Wissenschaft und Kultur zur Tradition und zu den Leistungen früherer Generationen zu bestimmen. Aus der Sicht traditionsbewusster Gelehrter erscheinen deren Vorgänger in vergangenen Epochen als Riesen und sie selbst als Zwerge. Die Zwerge profitieren von den Pionierleistungen der Vergangenheit. Indem sie dem vorgefundenen Wissensschatz ihren eigenen bescheidenen Beitrag hinzufügen, kommt Fortschritt zustande. Nur auf diese Art können die Zwerge die Riesen überragen.

## Zwischen Furcht und Hoffnung
Diese Formulierung kommt im ersten Buch von Vergils Epos Aeneis vor und hat im lateinischen Original folgenden Wortlaut:

“spemque metumque inter dubii”

Diese Worte beziehen sich auf die Stelle, wo nach einem Seesturm die Flotte des Aeneas die libysche Küste erreicht und die Troer angstvoll an ihre verlorenen Gefährten denken, von denen sie nicht wissen, ob sie noch leben.

## Zwischen heut und morgen liegt eine lange Frist.
Dieser Vers gehört zu einer Gruppe von Sprüchen, die Johann Wolfgang von Goethe unter der Überschrift Sprichwörtlich veröffentlichte.

„Zwischen heut und morgen
 Liegt eine lange Frist;
 Lerne schnell besorgen
 Da du noch munter bist.“

## Zwischen Himmel und Erde schweben
Diese Redewendung geht wohl auf das 2. Buch Samuel (18,9 ) zurück. Dort wird von dem Tod Abschaloms berichtet, des rebellischen Sohnes von König David.

„[Abschalom] ritt auf einem Maultier. Und da das Maultier unter eine große Eiche mit dichten Zweigen kam, blieb sein Haupt an der Eiche hangen, und er schwebte zwischen Himmel und Erde; aber sein Maultier lief unter ihm weg.“

Abschalom, auf der Flucht vor den Soldaten seines Vaters, blieb mit seinem langen Haupthaar in der Krone eines Baumes hängen. Joab, dem Hauptmann Davids, blieb nichts weiter zu tun, als ihn zu töten.

## Zwischen Skylla und Charybdis

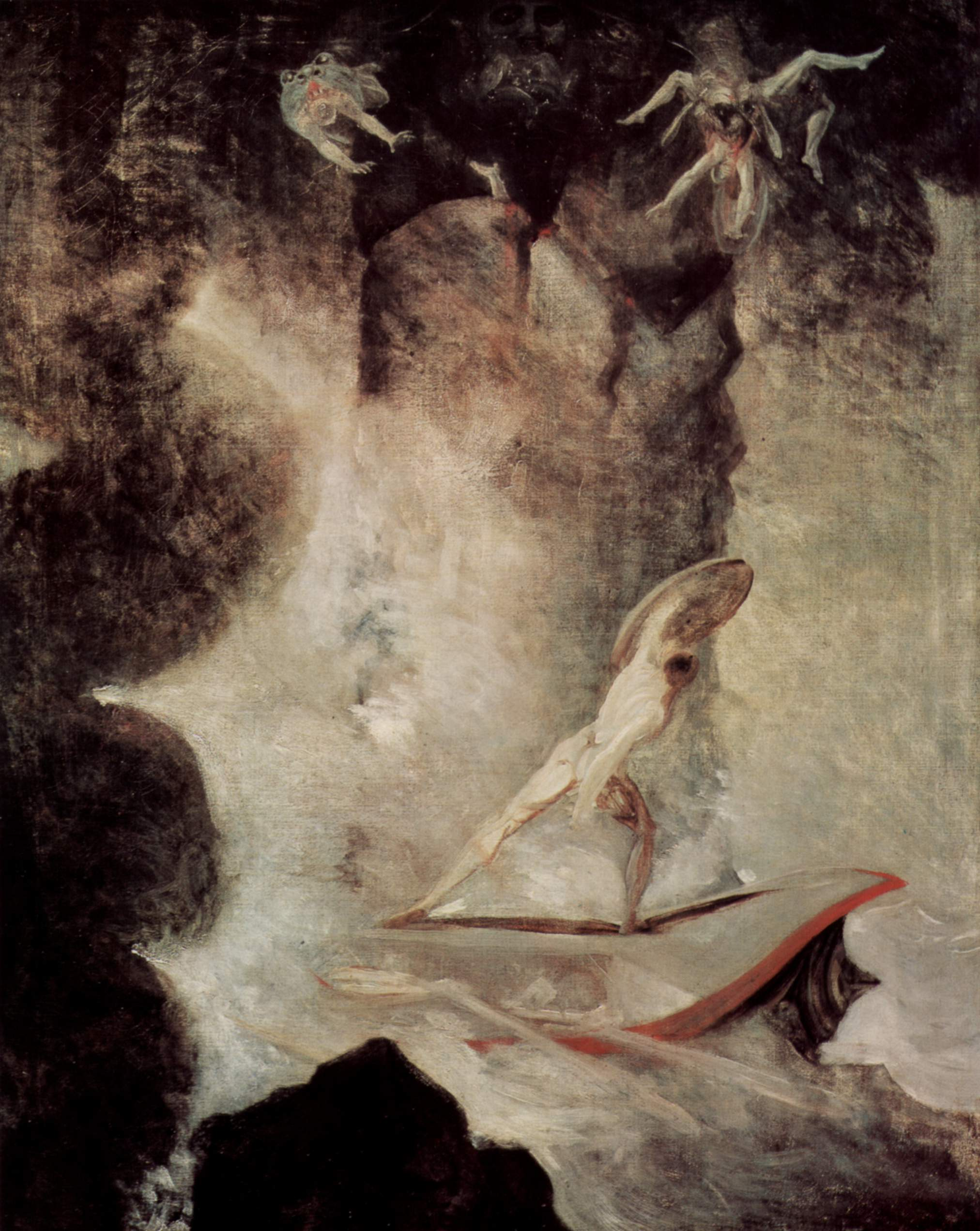
Odysseus zwischen Skylla und Charybdis, Johann Heinrich Füssli

Skylla war ein Meeresungeheuer aus der griechischen Mythologie mit dem Oberkörper einer jungen Frau und einem Unterleib, der aus sechs Hunden bestand.
Charybdis war ein gestaltloses Meeresungeheuer, das gemeinsam mit der Skylla nach Homers Odyssee an einer Meerenge lebte. Sie sog dreimal am Tag das Meerwasser ein, um es danach brüllend wieder auszustoßen. Schiffe, die in den Sog gerieten, waren verloren. Odysseus entkam zwar der Charybdis, verlor jedoch sechs Gefährten an die Skylla.  Skylla und Charybdis stehen heute für die „Wahl zwischen zwei Übeln“. Weicht man der einen Gefahr aus, begibt man sich in die andere.

## Zwölf Uhr mittags
Zwölf Uhr mittags (Originaltitel: High Noon) ist der Titel eines unter der Regie von Fred Zinnemann gedrehten Western, der 1952 in die Kinos kam. Er schildert den einsamen Kampf des Marshalls Will Kane (Gary Cooper) gegen seinen Todfeind Frank Miller und dessen Gangsterbande. Will Kane steht kurz vor dem Ende seiner Amtszeit als Town Marshall und ist im Begriff, zusammen mit seiner jungen Frau die Stadt zu verlassen. In diesem Moment erhält er die Nachricht, dass ein von ihm fünf Jahre zuvor ins Gefängnis gebrachter Mann, Frank Miller, nach seiner Begnadigung mit dem 12-Uhr-Zug in die Stadt kommen wird, um sich zu rächen.
Vor allem der Ausdruck „High Noon“ wird heute im Sinn von „Zeit der Entscheidung, Zeit des Kampfes“ gebraucht.